# Насильственный брак

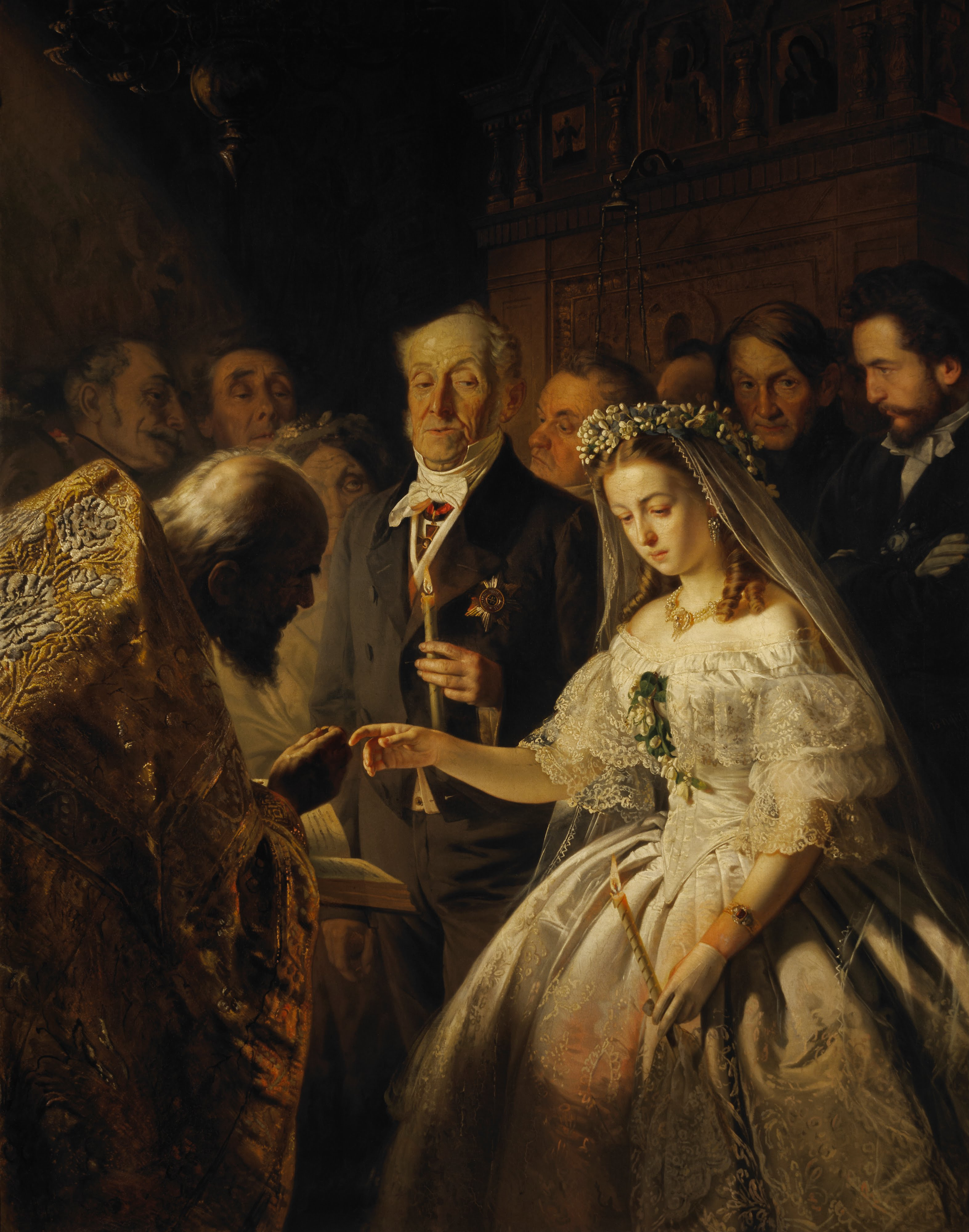
Василий Пукирев — Неравный брак, 1862

Насильственный брак — брачный союз, в который один или оба супруга вступают без согласия или против своей воли.
Насильственный брак по-прежнему практикуется в регионах Южной Азии, Юго-Восточной Азии, Восточной Азии (в отдалённых регионах), Африки, Латинской Америки и даже иногда среди иммигрантов из этих регионов, проживающих на Западе. Ранее был широко распространён в Европе, на Кавказе и в Центральной Азии, а также в России.

## Родственные понятия
Насильственный брак отличается от брака по договорённости, при котором оба супруга вступают в брак при участии родителей или третьей стороны (например, свахи) в подборе супруга, хотя это отличие может быть неявным. Брак по договорённости не является аналогом насильственного брака, поскольку в первом случае у стороны есть возможность отказаться от предложения, а во втором у неё такой возможности нет. Тем не менее, провести грань между насильственными браками и браками по договорённости зачастую сложно ввиду давления со стороны семьи и общества к принятию брака ради повиновения родителям.
Похищение невесты означает похищение женщин с целью свадьбы или рабства (в особенности сексуального рабства). Считается, что данная практика была распространена со времён античности. Она встречается и до сих пор, в особенности в Центральной Азии, на Кавказе и некоторых регионах Африки. После похищения будущий жених часто насилует девушку с целью лишения её девственности, чтобы упростить процесс выкупа невесты. Зачастую у будущей невесты нет выбора: если она вернётся в семью, то её и её семью могут изгнать из общества, которое считает, что девушка стала «нечистой», поскольку уже потеряла девственность.
В Средней Азии (Киргизии и на юге Казахстана) дело обычно ограничивается психологическим давлением. Если девушка остается в доме жениха на ночь, то она считается опозоренной независимо от того, был ли у неё секс с похитителем или нет. После этого шансы выйти замуж за кого-либо другого у неё очень малы. Это вынуждает девушку соглашаться на свадьбу с похитителем. Эта традиция до сих пор сохраняется.
Браки в детском возрасте были распространены вплоть до XIX и XX веков, когда их стали ставить под вопрос. Их часто рассматривают как насильственный брак, потому что дети (особенно младшего возраста) неспособны полностью осознанно выбрать, заключать ли брак или нет, поэтому большое влияние на них оказывает решение родителей.
Насильственные браки также применялись авторитарными режимами как способ добиться роста населения. Режим Красных кхмеров в Камбодже систематически заставлял людей вступать в браки с целью повышения численности населения и продолжения революции.
Так же насильственные, навязанные браки с целью отбеливания населения. Финляндия, Швеция, Швейцария, Норвегия, Франция, страны с наибольшей концентрацией идентичного населения

## Причины
Существует множество факторов, формирующих культуру, которая признаёт и поддерживает насильственные браки. Они включают в себя:
- укрепление связей в расширенных семьях
- контролирование нежелательного поведения и сексуальности
- недопущение «неподходящих» отношений
- защита и верность культурных и религиозных норм
- поддержка богатства в расширенной семье
- решение проблемы внебрачной беременности
- восприятие брака как обязанности родителей
- гарантия защиты от бедности[3]
- гарантия поддержки потомства ввиду переключения интересов партнёра от поиска супруги к поддержке семьи
- решение проблемы неженатых мужчин
- уменьшение конкуренции между мужским полом и её последствий (сексуальное насилие и т.п.)

## История
Насильственные браки оговаривались семьями на протяжении всей истории, в особенности до XVIII века. Их практика различалась в зависимости от культуры, но часто включала в себя передачу зависимости женщины от отца к жениху.
В XIX веке практика заключения браков различалась по европейским странам, однако в целом браки по договорённости были распространены среди представителей высших классов. Эмансипация женщин в XIX и XX веках привела к коренному изменению законов о браке, особенно в отношении собственности и экономического статуса.
К середине XX века большинство стран Запада приняло законы, которые юридически установили равенство супругов в семейном праве.
В странах Запада в течение последних десятилетий природа брака кардинально изменилась, в особенности в отношении необходимости рождения детей в браке и упрощения процедуры развода. Эти изменения привели к ослаблению семейного и общественного давления в отношении заключения брака, и, таким образом, к большей свободе выбора женщиной супруга.
В XXI веке в Европе стали обращать внимание на насильственные браки в контексте иммиграции представителей тех культур, где они распространены.

## В странах

### Российская империя
Насильственные и браки по принуждению родителей и/или опекунов были запрещены Петром I в 1722-1724 годах отдельными декретами; помимо этих декретов были также запрещены браки между вольными и крепостными.

##### Европа
Насильственные браки могут заключаться ради сохранения чести семьи, по желанию родителей или социальному обязательству. Например, согласно Рукайе Маскуд, большинство насильственных браков в Великобритании среди британских пакистанцев заключаются с целью приобретения британского гражданства членом семьи, проживающим в Пакистане, к которому инициатор брака испытывает чувство долга.
Как ответная мера на проблему насильственных браков среди иммигрантов в Великобритании, в 2007 году был принят Акт о защите от насильственных браков, который позволяет жертвам насильственных браков обращаться в суд за защитой.
Конвенция Совета Европы о предотвращении и борьбе с насилием в отношении женщин и домашним насилием объявила насильственные браки и другие формы насилия над женщинами незаконными. Конвенция вступила в силу 1 августа 2014 года.

## Осуждение насильственных браков
ООН рассматривает насильственный брак как форму ущемления прав человека, потому что он нарушает принцип свободы и независимости личности.
Всеобщая декларация прав человека предписывает, что право женщины на выбор супруга и свободу вступления в брак является ключевым для её жизни и достоинства и равенства как человеческого существа. Римско-католическая церковь воспринимает насильственные браки как повод для расторжения брака — чтобы брак считался действительным, оба супруга должны дать своё согласие. Дополнительная Конвенция об упразднении рабства также запрещает выдачу женщины замуж без права отказа с её стороны, её родителей, семьи или любого другого лица или группы лиц и устанавливает минимальный возраст для вступления в брак, чтобы предотвратить это.